# Vojislav Jakić
Vojislav Jakić cyr. Војислав Јакић (ur. 1 grudnia 1932 w Golem Radobil, zm. 8 marca 2003 w Ćupriji) – malarz i poeta serbski i jugosłowiański, przedstawiciel prymitywizmu.

## Życiorys
Urodził się we wsi Golem Radobil w południowej Macedonii, był synem duchownego prawosławnego pochodzącego z Czarnogóry. Po śmierci ojca w 1935 przeniósł się wraz z rodziną do Despotovaca, a w latach 1952-1957 mieszkał w Belgradzie. W 1957 powrócił do Despotovaca, gdzie mieszkał do końca życia. Pierwsze jego rysunki powstały w 1952, a dwa lata później pierwsze rzeźby, tworzące cykl tematyczny. Większość jego twórczości stanowiły rysunki - jego dorobek artystyczny obejmował ich ponad 10 tysięcy. Niektóre przybrały formę długich zwojów, sięgających 10 metrów. Większość z nich stanowiły kompozycje o tematyce autobiograficznej, traktowanej z typową dla artysty ironią. Rysunki tworzył zwykle tuszem albo flamastrem, rzadziej używał pasteli i gwaszu.

## Nagrody i wyróżnienia
Dzieła Jakicia prezentowano na licznych wystawach indywidualnych malarstwa naiwnego w kraju, a także na wystawach międzynarodowych w Lozannie (2000), Bratysławie (2004) i w Paryżu (2013). Bogatą kolekcję prac Jakicia zgromadzono w Muzeum Sztuki Naiwnej w Jagodinie.

## Wybrane prace

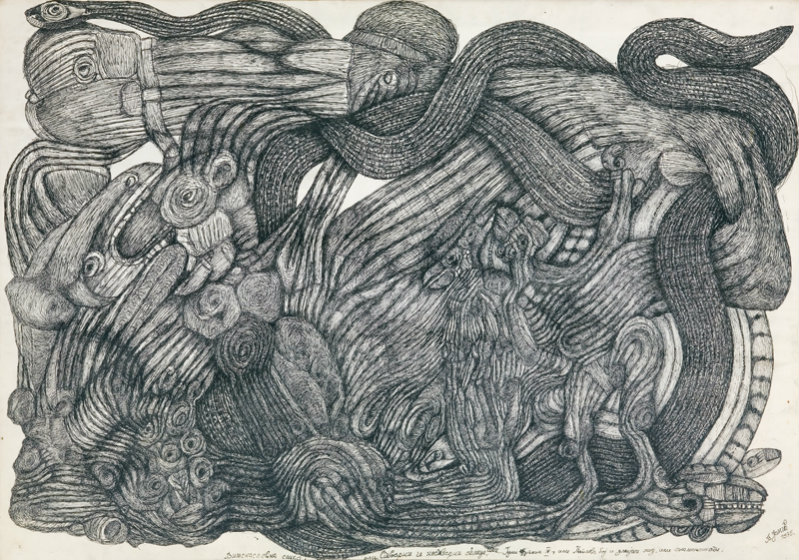
Višenaslovna slika (1975), Muzeum Sztuki Naiwnej w Jagodinie
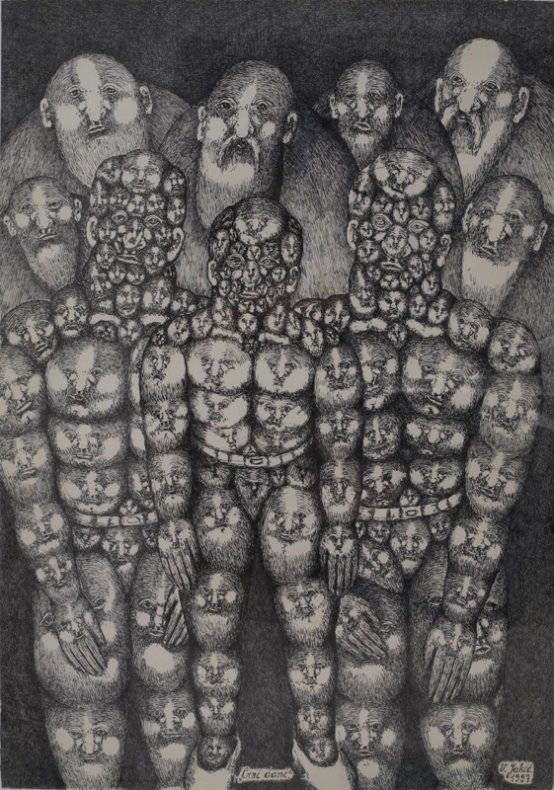
Crni dani (1997), Muzeum Sztuki Naiwnej w Jagodinie
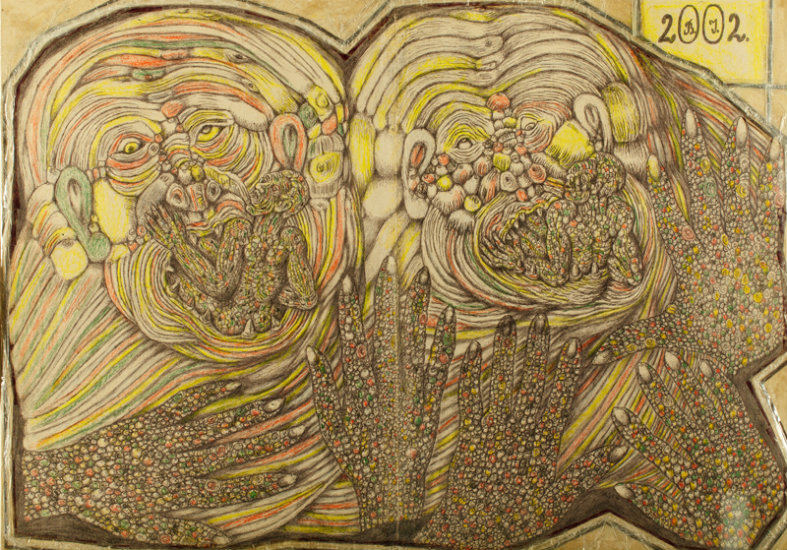
Bez naziva (2002), Muzeum Sztuki Naiwnej w Jagodinie
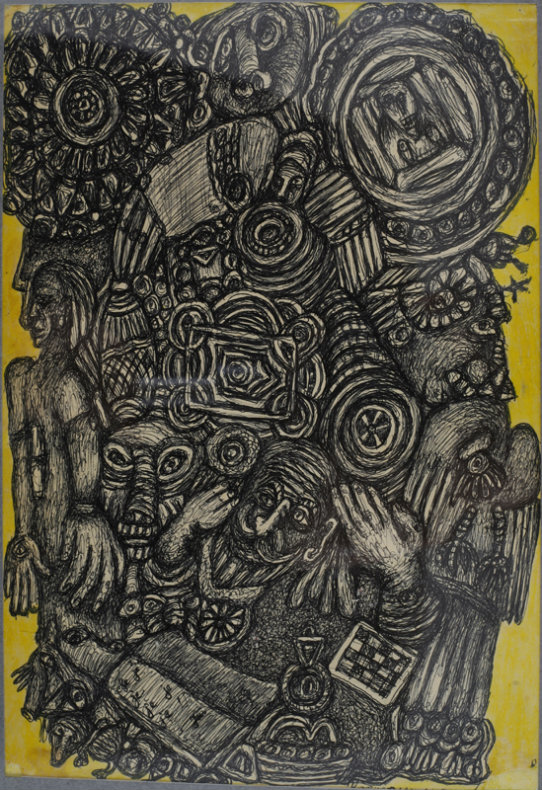
Nabrani crtež, Muzeum Sztuki Naiwnej w Jagodinie